# 宮本亞門
宮本 亞門（みやもと あもん、1958年〈昭和33年〉1月4日 - ）は、日本の演出家。
東京都・中央区銀座生まれ。ミュージカル、ストレートプレイ、オペラ、歌舞伎等、ジャンルを越える演出家として国内外で幅広い作品を手がけている。これまでの演出作品数は120本以上（再演作品含む）。株式会社ホリプロ スポーツ文化部所属。2019年9月8日より宮本亜門から「宮本亞門」へ改名した。

## 略歴
- 1958年 新橋演舞場の向かいの喫茶店で生まれる。
- 1987年 『アイ・ガット・マーマン』で演出家デビュー。翌年、文化庁芸術祭賞受賞。
- 1998年 初監督作品 映画『BEAT』で、ヴェネツィア国際映画祭に正式招待される。
- 2001年 『アイ・ガット・マーマン』を米・スタンフォードセンター・リッチフォーラム劇場で上演[3]。
- 2004年 ニューヨーク、オン・ブロードウェイにて、ミュージカル『太平洋序曲』 (Pacific Overtures) を東洋人初のブロードウェイ演出家として手がける。
- 2004年 ミュージカル『INTO THE WOODS』の演出で朝日舞台芸術賞の秋元松代賞を受賞。
- 2005年 『太平洋序曲』がトニー賞4部門でノミネート。
- 2007年 『TEA: A Mirror of Soul』を米・サンタフェ・オペラをアメリカンプレミアとして上演。
- 2008年 新作ミュージカル『Up In The Air』を世界初演として米・ワシントン・ケネディセンターで発表。
- 2010年 4月にKAAT 神奈川芸術劇場の初代芸術監督に就任。6月にミュージカル『ファンタスティックス』をロンドン・ウエスト・エンドで上演。
- 2011年 1月に開館を迎えたKAAT 神奈川芸術劇場のこけら落としとして三島由紀夫原作の『金閣寺』を上演。7月に米・ニューヨークのリンカーンセンターフェスティバルの招聘として同作を上演。
- 2012年 演出家として25周年の節目となる。ミュージカル『ウィズ〜オズの魔法使い〜』（主演：増田有華）を演出。第25回日本メガネベストドレッサー賞文化界部門受賞[4]。
- 2013年 5月『TEA: A Mirror of Soul』をカナダ バンクーバーオペラで再演。8月 市川海老蔵自主公演『ABKAI』で初の歌舞伎演出。9月には欧州初演出として、モーツァルト『魔笛』をオーストリアにて世界初演。
- 2015年 7月モーツァルトの亜門版オペラ『魔笛』が、コンピュータRPGとなって世界初登場。7月16日の初日に東京文化会館の劇場にて、緞帳に貼り出されたQRコードでゲームアプリをダウンロードできる。ポーランドの映像作家たちが半年かけてアプリを作り、ロンドンのPocket Gamer Awards2015にて三部門の賞を獲得。初めてのお披露目となる。
- 2015年10月、上賀茂神社の式年遷宮での奉納舞台『降臨』を演出[5]。
- 2016年2月、ニューヨーク、オフ・ブロードウェイにて、DRUM TAO『DRUM HEART』を演出[6]。
- 2016年3月、三島由紀夫作『ライ王のテラス』を演出。カンボジアの舞踏家やパフォーマーを招き、共同制作を行った[7]。
- 2016年10月、2020年東京オリンピック・パラリンピック競技大会などに向けた「スポーツ・文化・ワールド・フォーラム」（主催：文部科学省）の文化イベント公式プログラムとして、『The Land of the Rising Sun』を演出[8]。
- 2016年10月、日本・シンガポール外交関係樹立50周年を記念し、世界で初めて能と3D映像を融合させた『幽玄 YUGEN: The Hidden Beauty of Japan』（観世流能楽師出演）をシンガポールにて世界初演[9]。
- 2017年7月、ロンドン 大英博物館のグレート・コートにて、葛飾北斎の晩年を描いた朗読劇『Fanatic Artist Hokusai（画狂人 北斎）』を演出[10]。
- 2018年3月、フランス国立ラン歌劇場にて、オペラ『金閣寺』（三島由紀夫原作、黛敏郎作曲）を演出[11]。
- 2018年9月、フランス・ヴェルサイユ宮殿オペラハウスにて、能と3D映像を融合させた『YUGEN 幽玄』を演出[12]。
- 2018年10月、黒澤明監督の名作映画を世界で初めてミュージカル化した『生きる』（主演：市村正親、鹿賀丈史（Wキャスト））を演出[13]。
- 2019年2月に健康番組『名医のTHE太鼓判!』（TBS）で受けた人間ドックで、前立腺にがんのあることが判明する[14]。同年4月12日に会見を行い[15]、5月22日に前立腺の摘出手術を受けた[16][17]。6月1日、退院を報告[18][19][20]。 術後すぐの公演として7月には、フィギュアスケート×源氏物語『氷艶hyoen2019〜月光かりの如く〜』(主演：髙橋大輔）を、スケーターだけではなく、役者、歌手、アクロバットなどを掛け合わせて演出した。
- 2020年1月に仏・ストラスブールにてリヒャルト・ワーグナーのオペラ「パルジファル」（ラン国立歌劇場）を初演出。
- 2022年4月、コロナ禍において、YOUTUBE上で医療従事者やエッセンシャルワーカーに向けた「上を向いて歩こう」プロジェクトを立ち上げ、話題を呼んだ。
- 20年12月には、米・映画「チョコレードドーナツ」を、パルコ劇場にて世界初演。
- 2022年3月に、東京で初演出したプッチーニのオペラ「蝶々夫人」（衣装：高田賢三）を、ドイツ・ドレスデンのザクセン州立オペラにて上演。

## 今後の活動
2022年6月、映画「カラテキッド」（邦題 : ベストキッド）をミュージカル化した「The Karate Kid The Musical」を米・セントルイスのカークウッドパフォーミングアーツセンターで世界初演をし、そのあとオンブロードウェーを目指す予定。23年10月「チョコレートドーナツ」（パルコ劇場）再演、11月三島由紀夫原作オペラ「午後の曳航」（東京文化会館）初演、24年2月ミュージカル「スウィーニートッド」（東京建物Brillia HALL）再演を予定している。演劇以外に、23年11月、人生初となるドラマ出演、NHK朝ドラ「ブギウギ」で藤村役としてデビューする。

## 来歴

### 幼少時代
新橋演舞場前の喫茶店「須川」（現「茶房 絵李花」）を営む両親の元に生まれる。出生名は「宮本亮次」。幼い頃から新橋演舞場に出入りし、松竹歌劇団専属の元ダンサーだった母の影響により、銀座を中心に歌舞伎座、日劇、日比谷の映画館等にも通いつめる。幼稚園時代には、藤間流家元の藤間勘十郎の下で日本舞踊を習い始め、同門に十八代目中村勘三郎がいる。また、この時期に映画館で知ったハリウッドミュージカルが好きになる。小学生頃（港区立白金小学校在籍）からは茶道をたしなみ、将来は真剣に裏千家の家元か日本美術史研究家になると夢見て、中学から仏像や神社仏閣の美に魅せられる。また、母が肝硬変を患っており、度々死の宣告を医者から受けていたこともあり、精神世界の美術に興味がいったのが原因にもなっている。
花街のど真ん中で育ち、周りは役者や芸者と花柳界の大人たちしかいない環境のため、同年代の友人と公園や広場で遊んだ記憶は極端に少ない。

### 中・高校時代
中学生になると（大田区立田園調布中学校在籍）趣味の仏像鑑賞のため、小遣いを貯金しては京都や奈良を旅した。建築物、日本画、さらに西洋美術へと興味は広がるも、学校では孤立。友達ができないことに加え、高校受験のストレスにより、肥満となる。15歳で世の中への失望と、将来への希望を見出せず、交際していた同級生の恋人と共に「同じ時間に死のう」と心中を試みる。宮本は薬局で睡眠薬を購入して服用するが、渡された薬はビタミン剤であったため、翌朝スッキリと目覚めてしまう。慌てて恋人に電話すると「本気だったの？冗談だと思った」と一蹴される。同じ死生観を共有していたと思い込んでいたはずが裏切られてしまい、更に人間不信となる。玉川学園高等部1年生のとき不登校に陥り、約1年間引きこもり生活を送る。窓の無い自室でミュージカルやクラシックなどの様々なレコードを聴く生活の中で、演出家を志すようになる。1年生の終わりに慶應義塾大学病院の精神科で受けた小此木啓吾による治療が功を奏し、再び学校に戻る。ミュージカル『ゴッドスペル』を映画で観て感動し、演劇部に上演を依頼。そこで主役をやることになり演劇デビューを果たす。評判の良かったこの作品は、「キネマ旬報」に記事にされる。その後は玉川大学文学部芸術学科演劇専攻科へ進学。4年生の途中、親に内緒で受けたミュージカル『ピピン』のダンサーのオーディションに受かる。先生に相談したところ、退学をして社会に出た方が良いとアドバイスを受け、玉川大学を中退する。

### ダンサー・振付師時代
1978年にミュージカル『シーソー』でダンサーとしてデビュー。1980年にはミュージカル『ヘアー』に出演。翌日が初日という日の深夜、稽古場から下宿先に戻ると、母が風呂場で倒れているのを発見。翌朝に脳溢血が原因で亡くなる。「演出家として人間を描くのなら、目の前で起きていることのすべてを見なさい。絶対に目を背けてはいけない」と常々言っていた母の教えに従い、亡くなった時のすべてを目に焼き付けている。この経験からのちに、舞台を自分の役目としてやっていくよう「母からバトンを渡された」とインタビューで答えている。その後『アニーよ銃をとれ』『シカゴ』などに出演。
1984年に『リトル・ショップ・オブ・ホラーズ』で振付師デビュー。その後もダンサー、振付師として活動する。出演者の間、六本木のショータイムのあるクラブでアルバイトをし資金を調達して、ほぼ毎年ニューヨークへも訪れている。24歳のときには池尻大橋にダンススタジオをオープンさせ、1年間の経営後、2年間ロンドンへ留学。ロンドンにいる2年間で見た舞台の数は700以上とされる。帰国後、演出家を目指すため名前を亮次から亜門へ改名（現在は戸籍上でも亜門）。

### 演出家デビュー
1987年にオリジナルミュージカル『アイ・ガット・マーマン』で演出家としてデビュー。出演は諏訪マリー、中島啓江、田中利花。翌1988年に同作品で文化庁芸術祭賞を受賞する。その後、「ジャニーズ系の演出家」と言われ、1989年ミュージカル『エニシング・ゴーズ』『サウンド・オブ・ミュージック』を大地真央の主演で成功させる。1993年にネスカフェのゴールドブレンド「違いのわかる男」として一般的に認知されるようになる。「宮本亜門といえば、ブロードウェイ・ミュージカル」という違和感を払拭し、アジアへの興味を作品にしたいと、オリジナルミュージカルであるアジア三部作『香港ラプソディー』、サイケ歌舞伎『月食』、熱帯祝祭劇『マウイ』を発表する。その後『狸御殿』『ガールズ・タイム』『ボーイズ・タイム』などに挑戦するが、批評家が観劇しないという状況で極度のスランプに陥る。

### 海外での活躍
ミュージカル『太平洋序曲』（Pacific Overtures）
2000年、新国立劇場で上演。この作品の作曲家のスティーヴン・ソンドハイム （Stephen Sondheim） が、高松宮殿下記念世界文化賞の授賞式に参加するために東京にいたことと、作詞家のジョン・ワイドマン（John Weidman）が、劇団四季のミュージカル上演のために東京にいたことが重なり、亜門版『太平洋序曲』（Pacific Overtures）を観劇。亜門が巨匠のように崇めているスティーヴン・ソンドハイムの評価と関心が高く、「高松宮殿下記念世界文化賞」の受賞スピーチで、自分自身の事ではなく亜門演出がいかに素晴らしかったか讃えたほどだった。2002年には、リンカーンセンターの国際フェスティバルと、ワシントンD.C.のケネディーセンターへ招聘された。2004年には、アメリカ人キャストでニューヨークのオン・ブロードウェイで東洋人初の演出家としてデビュー。翌2005年にはトニー賞において同作品は4部門にノミネートされた。
ミュージカル『アイ・ガット・マーマン』
2001年、アメリカ・スタンフォードセンター・リッチフォーラム劇場で上演するため、ニューヨーク・マンハッタンに滞在。数日後に初日を迎えようとした9月11日、アメリカ同時多発テロ事件が起こる。その朝、稽古場へ向かう途中のグランドセントラル駅でテロを知る。上演は出来たものの、極度のストレスを感じテロの喧噪から逃れるため、2週間後タイ王国のバンコクへ行く。滞在初日に交通事故に遭い重傷を負うも一命を取り留める。顔面から頭部にかけ50針〜150針縫合する重傷であった。フロントガラスを突き破り15m投げ出されたという。
現代オペラ『TEA：A Mirror of Soul』
2007年、アメリカのサンタフェ・オペラで作曲家タン・ドゥン（譚盾）の推薦で『TEA: A Mirror of Soul』を初めてのオペラ形式で演出し、アメリカンプレミアとして上演される。2010年2月にはアメリカ・フィラデルフィアオペラ（The Opera Company of Philadelphia）にて作曲家タン・ドゥン（譚盾）の指揮で上演。2013年5月にカナダのバンクーバーオペラにて再演。
ミュージカル『UP IN THE AIR』
水上勉の「ブンナよ、木からおりてこい」を原案にした作品。2008年、ワシントンD.C.のケネディーセンター（The Kennedy Center）で、ドリームガールズの作曲で知られるヘンリー・クリーガー（Henry Krieger）を起用し世界初演。
ミュージカル『The Fantasticks』　（邦題：ファンタスティックス）
2010年6月、ロンドンのウエストエンドで上演し、ウエストエンドデビューを果たす。
舞台劇『金閣寺』
2010年4月にKAAT 神奈川芸術劇場の初代芸術監督に就任し、2011年1月のこけら落としで三島由紀夫原作の「金閣寺」を舞台化。7月には、『太平洋序曲』（Pacific Overtures）に続いて2回目となる、NYリンカーン・センター・フェスティバルに正式招聘された。2012年1月にはアメリカからの凱旋公演として東京、大阪で再演された。
オペラ『魔笛』
2013年、オーストリア・リンツ州立歌劇場のシーズンオープニングとして抜擢。9月に世界初演。欧州でのオペラ初演出。
和太鼓　DRUM TAO『DRUM HEART』（邦題：『百花繚乱「日本ドラム絵巻」』）
2016年2月、ニューヨーク オフ・ブロードウェイにて上演。初の和太鼓演出作品
能 x 3D『幽玄 YUGEN：The Hidden Beauty of Japan』
2016年10月、日本・シンガポール外交関係樹立50周年を記念し、シンガポール・リバーナイトフェスティバルにて世界初演。観世流能楽師出演[7]
朗読劇『Fanatic Artist Hokusai』（邦題：『画狂人 北斎』）
2017年7月、ロンドン 大英博物館で開催された特別展「Hokusai: beyond the Great Wave」との連携企画として、同博物館グレート・コートにて、葛飾北斎の晩年を描いた朗読劇を演出。
オペラ『Le Pavillon d'or』（邦題：『金閣寺』）
2018年3月、フランス国立ラン歌劇場にて、オペラ『金閣寺』（三島由紀夫原作、黛敏郎作曲）を初演出。
能 x 3D『幽玄 YUGEN』
2018年9月、フランス・ヴェルサイユ宮殿オペラ劇場にて、皇太子徳仁（当時）、フランス共和国大統領エマニュエル・マクロンの臨席のもとに観世流の能楽師と上演。皇太子はその後の晩餐会にて「まさに伝統と革新が融合した方法で能の幽玄の精神に触れる機会を共有できましたことをうれしく思います。文化・芸術を愛する日仏両国の国民が、その魂を響き合わせることのできた素晴らしい時間であったと信じます。」と述べた。
オペラ『Parsifal 』（邦題：「パルジファル」）
2020年1月に仏・ストラスブールにてリヒャルト・ワーグナーのオペラ「パルジファル」（ラン国立歌劇場）を初演出。
オペラ『Madama Butterfly』（邦題：「蝶々夫人」）
2022年3月に、東京で初演出したプッチーニのオペラ「蝶々夫人」（衣装：高田賢三）を、ドイツ・ドレスデンのザクセン州立オペラにて初演出。

## 主な上演作品年表

### ミュージカル
| タイトル | キャスト | スタッフ |
| --- | --- | --- |
| アイ・ガット・マーマン（1987年 ブディストホール）                                                                                           | 諏訪マリー、田中利花、中島啓江 | 構成・演出：宮本亜門、訳詞：大場公之、編曲・ピアノ演奏：深沢桂子、ピアノ演奏：種村久美子、舞台監督：村田明、矢田貝誠吾、演出助手：秋山佐和子、衣装：宇野善子、美術：島川とおる、照明：西川園代、音響：安藤淳、監修：風早美樹、資料提供：柴邦夫、制作：有限会社宮本企画、冨田日出子、株式会社UPS |
| ソング・ア・リトル（1988年 サントリーホール（小）                                                                                           | 持木文子、藤田淑子、諏訪マリー、鹿野章人、中尾隆聖、他 | 企画・構成・演出：宮本亜門、訳詞：宮本亜門、山内あゆ子、大場公之、音楽監督・編曲：深沢桂子、美術：島川とおる、照明：勝柴次朗、衣裳：宇野善子、音響：安藤淳、歌唱指導：大場公之、音楽監督助手：近藤正春、振付助手：原みつる、舞台監督：村田明、主催：有限会社宮本企画、サントリー株式会社 |
| アニーよ銃をとれ（1988年 留萌市文化センター他）                                                                                             | 島田歌穂、にしきのあきら、森公美子、花房徹、斉藤豊治、小松政夫 他 | 音楽・作詞：アーヴィング・バーリン、台本：ハーバート・フィールズ、ドロシイ・フィールズ、翻訳：倉橋健、演出・振付：宮本亜門、音楽監督：甲斐正人、美術：島川とおる、照明：勝柴次朗、衣裳：任田幾英、舞台監督：栗飯原和弘、演出助手：田島りえ、製作：株式会社コマ・プロダクション |
| エニシング・ゴーズ（1989年 日生劇場、1990年 近鉄劇場、1991年 中日劇場）                                                                     | 大地真央、川﨑麻世、藤田朋子／柏原芳恵／岩崎良美、太川陽介、ロミ・山田／塩沢とき、内田朝雄／鶴田忍、植木等 他 | 作曲・作詞：コール・ポーター、翻訳・訳詞：青井陽治、演出・振付：宮本亜門、音楽監督：甲斐正人、山口琇也、装置：島川とおる、照明：服部基、衣裳：任田幾英、ヘアメイク：服部真樹、音響：本間明、音楽指揮：三澤洋史／伊沢一郎、演出助手：滝澤辰也、山田和也、廣田進、石川裕、砂川幸子、製作：酒井喜一郎、岡本義次 |
| イッヒ・ビン・ヴァイル（1989年 渋谷パルコ・パート3）                                                                                        | 大塚道子、瀬間千恵、加賀山和香、伊藤弘美、徳川龍峰、篠井英介、中村伸二、雪竹太郎 | 作・演出・訳詞：宮本亜門、訳詞・歌唱指導：大場公之、音楽監督・編曲：深沢桂子、美術：島川とおる、照明：西川園代、衣裳：宇野善子、音響：安藤淳、舞台監督：幸泉浩司、制作：内藤美奈子、宮本レイ、企画制作：パルコ・宮本企画、桂井恵美、江口剛史、多田誠・吉田関人 |
| アステア・バイ・マイセルフ（1990年6月 近鉄劇場、PARCO劇場 他）                                                                              | 中尾ミエ、藤吉久美子、戸田恵子、他 | 作・演出：宮本亜門、訳詞・歌唱指導：大場公之、音楽監督・編曲：深沢桂子、美術：島川とおる、衣裳：宇野善子、照明：原田保、音響：松木哲志、舞台監督：勇村育世、振付：藤井真梨子、宇海光燿、主催：テレビ朝日、朝日放送、多摩市文化振興財団、企画・制作：パルコ／内藤美奈子・草川美華、宮本企画 |
| J・キャグニー（1991年 ブディストホール 他）                                                                                                 | 川平慈英 | 作・演出・振付：宮本亜門、ピアニスト：崎久保吉啓、音楽監督：深沢桂子、訳詞：大場公之、衣裳：宇野善子、美術：島川とおる、照明：服部基、音響：安藤淳、舞台監督：小林潤史、黒木辰男、制作：プエルタ・デル・ソル |
| 20世紀号にのって（1990年 青山劇場） | 大地真央、浅芽陽子、松崎しげる、ウガンダ・トラ、川平慈英、塩島昭彦、美木良介、草刈正雄 他 | 脚本・作詞：ベティ・カムデン、アドルフ・グリーン、作曲：サイ・コールマン、原作：ベン・ヘクト、チャールズ・マッカーサー、ブルース・ミルホランド、ブロードウェイプロダクション演出：ハロルド・プリンス、翻訳：永野剛、翻訳協力：勝田安彦、訳詩：大場公之、演出・振付：宮本亜門、音楽監督：甲斐正人、音楽指揮：伊沢一郎、装置：島川とおる、照明：服部基、衣裳：コセガワマサトシ、早川幾久子、音響：本間明、演出助手：小島靖、廣田進、石川裕、寺崎秀臣、製作：酒井喜一郎、宮崎紀夫 |
| マランドロ（ブラジルのシコ・ブアルキの作品「オペラ・ド・マランドロ」より）（1990年 日生劇場）                                               | 田原俊彦、杏子、うじきつよし、高岡早紀、川平慈英、中島唱子、乃生佳之、富田直美、金子研三、池田成志、中島啓江、峰岸徹 他 | 演出・振付：宮本亜門、音楽監督：井上堯之、音楽助手：甲斐正人、脚本：多田誠、訳・作詞：大場公之、振付：前田清実、ボビー吉野、美術：和田平介、照明：原田保、音響：山中洋一、衣裳：清川美保子、ヘアメイク：馮啓孝、演出助手：坂本聖子、舞台監督：深見信生、製作：松竹株式会社、アトリエ・ダンカン |
| サウンド・オブ・ミュージック（1992年 青山劇場）                                                                                             | 大地真央、村井国夫、前田美波里、尾藤イサオ、酒井法子 他 | 演出：宮本亜門 |
| 香港ラプソディー（1993年 アートスフィア、シアター・ドラマシティ）                                                                           | 福井貴一、伊原剛志、マリーン、宮本裕子、尾藤イサオ、上條恒彦 他 | 演出・振付：宮本亜門、音楽：ディック・リー、作詞：竜真知子、編曲：甲斐正人、脚本：永沢慶樹、原作：西木正明、美術：堀尾幸男、衣裳：清川美保子、照明：勝柴次朗、音響：鈴木智雄、ヘアメイク：馮啓孝、演出助手：北村直子、舞台監督：廣田進、企画・制作：スフィアコーポレーション、アトリエ・ダンカン |
| サイケ歌舞伎 月食（1994年 アートスフィア、新神戸オリエンタル劇場）                                                                          | 山路和弘、伊藤かずえ、大沢健、芦屋小雁、篠原勝之、篠井英介 他 | 企画・演出：宮本亜門、原作・脚本：橋本治、美術・衣裳：横尾忠則、音楽・演奏：ホッピー神山、照明：塚本悟、音響：渡辺邦男、近藤祥昭、ヘアメイク：高橋功亘、舞台監督：廣田進、演出助手：坂本聖子、企画制作：株式会社スフィア |
| GIRL's TIME -女の子よ、大志を抱け!-（1995年 PARCO劇場）                                                                                     | 生田智子、大島蓉子、岡千絵、佐々木陽子、須藤真里子、高谷あゆみ、中村亜紀、林希、樋口沙絵子、松本美香 | 脚本：大石静、音楽監督：広瀬香美、演出・振付：宮本亜門、美術：川本清子、照明：原田保、音楽アレンジャー：米光亮、音響：大坪正仁、衣装：前田みのる、振付：麻咲梨乃、ヘアメイク：野田保寿、演出助手：北村直子、舞台監督：加藤高、企画制作：バンダイ、株式会社パルコ |
| 熱帯祝祭劇 マウイ（1995年 アートスフィア、シアター・ドラマシティ）                                                                          | 唐沢寿明、夏木マリ、早坂好恵、寺田稔、宮下直紀、日野利彦、岡田正典、私市トロイ、千うらら、村上冬樹 他 | 企画・演出・美術：宮本亜門、原作：戸井十月、音楽監督：久保田麻琴、脚本：戸井十月、宮本亜門、照明：中山安孝、衣裳：前田文子、振付：宮本亜門、麻咲梨乃、舞台監督：芳谷研、演出助手：坂本聖子、企画・制作：株式会社スフィア |
| 音楽劇 狸御殿（1996年 新橋演舞場） | 市川染五郎、牧瀬里穂、ラサール石井、金沢明子、塩田美奈子、紅貴代、山路和弘、深沢敦、片桐はいり、チャーリー浜、スーザン・オズボーン、宝田明、草笛光子 他 | 演出：宮本亜門、原作：木村恵吾、脚本：斎藤雅文、音楽：服部隆之、音楽監督：竹本泰蔵、美術：荒井良二、特殊美術：田中義彦、作詞・歌唱指導：大場公之、衣裳：緒方規矩子、照明：塚本悟、振付：西川鯉之亟、麻咲梨乃、ヘアメイク：山田操、舞台監督：三上司、矢田貝成吾、浅香哲哉、浅沼一彦、製作：松竹株式会社 |
| ボーイズ・タイム〜強く正しく逞しく!!（1999年 PARCO劇場、2000年シアター・ドラマシティ 他）                                                   | 藤井隆、福田転球、斎藤直樹、松谷賢示、伊藤明賢、藤森徹、宮川大輔、佐藤隆太、森山未來、山本耕史 | 演出：宮本亜門、音楽：ウルフルズ、音楽監督：トータス松本、脚本：土田英生、音楽アレンジャー：藤井丈司、美術：大田創、照明：原田保、音響：大坪正仁、衣装：前田みのる、振付：麻咲梨乃、ヘアメイク：野田保寿、演出助手：北村直子、舞台監督：加藤高、企画制作：株式会社パルコ |
| 太平洋序曲（2000年 新国立劇場） | 国本武春、越智則英、坂本朗、佐山陽規、大島宇三郎、園岡新太郎、治田敦、広田勇司、今拓哉、酒本朗、小鈴まさ記、村上勧次朗、本田修司、斎藤桐人、岡田誠、堂ノ脇恭子、粟田麗、春芳、山田麻由 | 作曲・作詞：スティーブン・ソンドハイム、台本：ジョン・ワイドマン、演出・振付：宮本亜門、公演音楽監督：竹本泰蔵、翻訳・訳詞：橋本邦彦、美術：松井るみ、照明：中山安孝、衣装：ワダエミ、音響：渡邉邦男、振付：麻咲梨乃、演出助手：伊藤和美、舞台監督：赤塚幸信、制作：新国立劇場 |
| GIRL's TIME -女の子よ、大志を抱け!-（2000年 PARCO劇場、2001年 シアター・ドラマシティ）                                                      | 濱田マリ、生田智子、大島蓉子、入絵加奈子、岡千絵、佐々木陽子、林希、日永沙絵子、瀬戸カトリーヌ、三国由奈 | 総合演出：宮本亜門、脚本：大石静、宮本亜門、清水東、井上知幸、音楽監督：広瀬香美、音楽アレンジャー：米川英之、美術：升平香織、照明：原田保、音響：大坪正仁、衣装：前田みのる、振付：麻咲梨乃、ヘアメイク：野田保寿、演出助手：北村直子、舞台監督：藤崎遊、主催：日本テレビ、企画制作：パルコ |
| ボーイズ・タイム〜強く正しく逞しく!!（2000年 PARCO劇場、2001年シアター・ドラマシティ 他）                                                   | 貴水博之、福田転球、斎藤直樹、伊藤明賢、藤森徹、宮川大輔、佐藤隆太、森山未來、花井京乃助、松谷賢示 | 総合演出：宮本亜門、脚本：土田英生、宮本亜門、清水東、井上知幸、音楽監督：トータス松本、音楽：ウルフルズ、音楽アレンジャー：藤井丈司、美術：大田創、照明：原田保、音響：大坪正仁、衣装：前田みのる、振付：麻咲梨乃、ヘアメイク：野田保寿、歌唱指導：大場公之、稽古ピアノ、中山あき、演出助手：北村直子、舞台監督：加藤高、主催：日本テレビ、企画制作：株式会社パルコ |
| CANDIDE キャンディード（2001年6月 東京国際フォーラム）                                                                                      | 石井一孝、増田いづみ、日柴喜恵美、鵜木絵里、中島啓江、シルビア・グラブ、黒田博、岡幸二郎、岡田眞澄 他 | 作曲：レナード・バーンスタイン、原作：ヴォルテール、脚本：ヒュー・ウィラー、作詞：リチャード・ウィルバー、翻訳：松岡和子、訳詞：橋本邦彦、演出：宮本亜門、指揮：佐渡裕、美術：ニール・パテル、衣裳：八重田喜美子、照明：原田保、音響：山中洋一、ヘアメイク：高橋功亘、振付：川原あけ未、舞台監督：小林清隆、演出助手：坂本聖子、前川クニコ、企画・製作：テレビ朝日、IMG Tokyo、株式会社パルコ |
| くるみ割り人形（2001年12月 赤坂ACTシアター）                                                                                                | 中山エミリ、田中聖、コタニキンヤ、橋本さとし、宮崎優子、麻倉美稀、沢竜二 | 原作：辻信太郎、演出：宮本亜門、作詞・作曲：Michael John LaChiusa、脚本原案：宮本亜門、橋本邦彦、脚本：鈴木哲哉、訳詞：橋本邦彦、音楽監督：藤井丈司、声楽監督：楊淑美、編曲：近藤達郎、伊藤隆博、指揮：矢澤定明、美術：和田平介、照明：勝柴次朗、音響：松木哲志、振付：上瀧緑、角田尚、衣裳：有村淳（宝塚歌劇団）、ヘアメイク：山田操、演出助手：関聡太郎、舞台監督：矢野森一、藤崎遊、製作：株式会社サンリオ、株式会社ケイダッシュステージ |
| 太平洋序曲（2002年 新国立劇場） | 国本武春、越智則英、桶浦勉、佐山陽規、大島宇三郎、園岡新太郎、治田敦、広田勇二、さけもとあきら、小鈴まさ記、村上勧次朗、本田修司、斎藤桐人、岡田誠、原慎一郎、堂ノ脇恭子、粟田麗、春芳、山田麻由 | 作曲・作詞：スティーブン・ソンドハイム、台本：ジョン・ワイドマン、演出・振付：宮本亜門、音楽監督：山下康介、翻訳・訳詞：橋本邦彦、美術：松井るみ、照明：中山安孝、衣装：ワダエミ、音響：渡邉邦男、振付：麻咲梨乃、演出助手：伊藤和美、舞台監督：赤塚幸信、主催：新国立劇場 |
| 太平洋序曲（2002年 リンカーンセンター エイヴリー・フィッシャー・ホールジョン・F・ケネディ・センター アイゼンハワーホール）                  | | |
| 亜門版 ファンタスティックス（2003年 世田谷パブリックシアター）                                                                              | 井上芳雄、髙塚恵理子、斉藤暁、岸博之、なすび、水野栄治、二瓶鮫一、山路和弘 | 脚本・作詞：トム・ジョーンズ、作曲：ハーヴェイ・シュミット、演出：宮本亜門、振付：井手茂太、音楽監督：佐孝康夫、美術：松井るみ、照明：山口暁、音響：大坪正仁、衣裳：前田文子、ヘアメイク：河村陽子、演出助手：北村直子、舞台監督：小林清隆、企画製作：世田谷パブリックシアター |
| ユーリンタウン（2004年2月 日生劇場） | 南原清隆、別所哲也、マルシア、鈴木蘭々、高泉淳子、藤木孝、入絵加奈子、杉崎政宏、安崎求、高谷あゆみ、荒井恍子、大森博史、小宮健吾、加藤満、川井康弘、水野栄治、原慎一郎、飯野愛 | 演出・振付：宮本亜門、音楽・詞：マーク・ホルマン、脚本・詞：グレッグ・コティス、翻訳：常田景子、訳詞：橋本邦彦、音楽監督：甲斐正人、振付：Kazumi-Boy、美術：松井るみ、照明：高見和義、音響：大坪正仁、衣裳：前田文子、ヘアメイク：林裕子、演出助手：北村直子、舞台監督：二瓶剛雄、企画製作：フジテレビ、ホリプロ |
| キャンディード（2004年4月 東京国際フォーラム）                                                                                              | 中川晃教、鵜木絵里、幸田浩子、岡幸二郎、宮本裕子、新納慎也、坂元健児、佐山陽規、岡本泰寛、池本和憲、郡愛子、辰巳琢郎 他 | 作曲：レナード・バーンスタイン、原作：ヴォルテール、台本：ヒュー・ウィラー、作詞：リチャード・ウィルパー、翻訳：松岡和子、訳詞・台本：橋本邦彦、演出：宮本亜門、音楽監督・指揮：デイヴィッド・チャールズ・アベル、美術：ニール・パテル、振付：麻咲梨乃、衣裳：太田雅公、照明：原田保、音響：山中洋一、ヘアメイク：高橋功亘、舞台監督：小林清隆、演出助手：坂本聖子、前川クニコ、企画製作：株式会社パルコ |
| INTO THE WOODS（2004年6月 新国立劇場） | 鈴木慎平、シルビア・グラブ、上山竜司、小堺一機、高畑淳子、藤田淑子、仁科有理、山崎ちか、藤田弓子、SAYAKA、諏訪マリー、二瓶鮫一、荒井恍子、藤本隆宏、吉岡小鼓音、広田勇二、大森博史、山田麻由、飯野愛 | 作曲・作詞：スティーブン・ソンドハイム、台本：ジェイムズ・ラパイン、演出・振付：宮本亜門、音楽監督：山下康介、翻訳・訳詞：橋本邦彦、美術：礒沼陽子、照明：中川隆一、音響：大坪正仁、衣裳：朝月真次郎、ヘアメイク：馮啓孝、演出助手：伊藤和美、舞台監督：瀬崎将孝、制作：新国立劇場 |
| 太平洋序曲（2004年12月 アメリカ・ニューヨーク他）                                                                                           | B.D.ウォン、マイケル・リー、パオロ・モンタルバン、ダレン・リー、高良結香 他 | 作詞・作曲：スティーブン・ソンドハイム、台本：ジョン・ワイドマン、演出：宮本亜門、美術：松井るみ、衣裳：コシノジュンコ |
| INTO THE WOODS（2006年5月 新国立劇場） | 鈴木慎平、シルビア・グラブ、矢崎広、小堺一機、高畑淳子、藤田淑子、花山佳子、鈴木純子、天地総子、宮本せいら、諏訪マリー、二瓶鮫一、荒井恍子、藤本隆宏、早川久美子、広田勇二、大森博史、山田麻由、飯野めぐみ | 作曲・作詞：スティーブン・ソンドハイム、台本：ジェイムズ・ラパイン、演出・振付：宮本亜門、音楽監督：山下康介、翻訳・訳詞：橋本邦彦、美術：礒沼陽子、照明：中川隆一、音響：大坪正仁、衣裳：朝月真次郎、ヘアメイク：馮啓孝、演出助手：北村直子、舞台監督：瀬崎将孝、制作：新国立劇場 |
| スウィーニー・トッド（2007年1月 日生劇場）                                                                                                  | 市村正親、大竹しのぶ、キムラ緑子、ソニン、城田優、立川三貴、斉藤暁、武田真治、中西勝之、秋園美緒、阿部裕、大須賀ひでき、岡田誠、越智則英、北澤装子、小関明久、さけもとあきら、菅原さおり、高橋桂、福麻むつ美、三木麻衣子、水野栄治、山崎ちか、山田展弘、松本翔 | 原作：クリストファー・ボンド、脚本：ヒュー・ホィーラー、作詞・作曲：スティーブン・ソンドハイム、演出・振付：宮本亜門、翻訳・訳詞：橋本邦彦、訳詞：中條純子、伊藤和美、宮本亜門、音楽監督：山下康介、指揮：西野淳、美術：松井るみ、照明：中川隆一、音響：大坪正仁、衣裳：前田文子、ヘアメイクデザイン：馮啓孝、演出助手：伊藤和美、舞台監督：二瓶剛雄、企画制作：ホリプロ |
| テイクフライト（2007年11月 東京国際フォーラム・ホールC、2007年12月 北九州芸術劇場 大ホール、中日劇場、2008年1月 梅田芸術劇場 メインホール） | 天海祐希、城田優、池田成志、橋本じゅん、坂元健児、今拓哉、宮川浩、ラサール石井、花山佳子、杉村理加、治田敦、岡田誠、華城季帆、菅原さおり、本田育代、若山詩音、出野泉花 | 脚本：ジョン・ワイドマン、作曲：デイヴィッド・シャイヤ、作詞：リチャード・モルトビー Jr.、演出・振付・訳：宮本亜門、訳詞：森雪之丞、音楽監督・指揮：デイヴィッド・チャールズ・アベル、美術：ニール・パテル、衣裳：ポール・タズウェル、照明：中川隆一、音響：山中洋一、ヘアメイク：宮内宏明、映像制作：栗山聡之、舞台監督：小林清隆、木村力、演出助手：西祐子、企画：PARCO、TSP、製作：株式会社パルコ |
| UP IN THE AIR（2008年2月 ケネディセンター・米国）                                                                                           | Jill Abramovitz、Stanley Bahorek、Donna Lynne Champlin、Jonathan Hammond、Deborah Lew、David McDonald、Lillias White、Michael Leon Wooley | 原作：水上勉「ブンナよ、木からおりてこい」、作曲：ヘンリー・クリーガー、脚本・作詞：ビル・ラッセル、演出：宮本亜門 |
| 祝祭音楽劇 トゥーランドット（2008年3月 赤坂ACTシアター こけら落とし）                                                                       | アーメイ（張惠妹）、岸谷五朗、早乙女太一、安倍なつみ、北村有起哉、小林勝也、佐山陽規、越智則英、花山佳子、松岡美希、秋園美緒、中村獅童 | 原作：プッチーニオペラ「トゥーランドット」より、演出・振付：宮本亜門、音楽：久石譲、衣装：ワダエミ、脚本：鈴木勝秀、作詞：森雪之丞、美術：松井るみ、照明：中川隆一、音響：山本浩一、映像：栗山聡之、振付：ダレン・リー、岡千絵、指揮：吉住典洋、演出助手：坂本聖子、真鍋卓嗣、舞台監督：芳谷研、企画製作：TBS |
| ルドルフ ザ・ラスト・キス（2008年5月 帝国劇場）                                                                                             | 井上芳雄、笹本玲奈、知念里奈、香寿たつき、浦井健治、畠中洋、新納慎也、岸祐二、三谷六九、岡幸二郎、壌晴彦 他 | 原作：フレデリック・モートン、音楽：フランク・ワイルドホーン、脚本・歌詞：ジャック・マーフィ、追加歌詞：ナン・ナイトン、演出：宮本亜門、編曲：キム・シャーンバーグ、追加編曲：クン・シューツ、翻訳：小嶋麻倫子、翻訳・訳詞：竜真知子、音楽監督：八幡茂、振付：上島幸夫、装置：松井るみ、照明：高見和義、衣裳：有村淳、ヘアー：坂井一夫、川端恵理子（スタジオAD）、音響：山本浩一、指揮：塩田明弘、舞台監督：廣田進、演出助手：寺﨑秀臣、製作：東宝 |
| ドロウジー・シャペロン（2009年1月 日生劇場）                                                                                                | 藤原紀香、木の実ナナ、川平慈英、なだぎ武、梅垣義明、浦嶋りんこ、瀬戸カトリーヌ、石飛幸治、林勇輔、テツandトモ、小松政夫、尾藤イサオ、中村メイコ、小堺一機、安倍康律、阿部よしつぐ、笠嶋俊英、小島良太、今泉由香、栗山絵美、水谷祐紀、森実友紀 | 作詞・作曲：リサ・ランバート＆グレッグ・モリソン、脚本：ボブ・マーティン＆ドン・マッケラー、演出・翻訳・振付：宮本亜門、訳詞：森雪之丞、音楽監督：甲斐正人、指揮：西野淳、振付：新海絵理子、照明：原田保、音響：山本浩一、衣裳：十川ヒロコ、ヘアメイク：宮内宏明、演出助手：北村直子、舞台監督：小林清隆、山矢源、企画制作：ホリプロ |
| 音楽劇「三文オペラ」（2009年4月 Bunkamura）                                                                                                 | 三上博史、秋山菜津子、安倍なつみ、松田美由紀、明星真由美、米良美一、田口トモロヲ、デーモン小暮閣下 他 | 作：ベルトルト・ブレヒト、音楽：クルト・ヴァイル、翻訳：酒寄進一、演出：宮本亜門、音楽監督：内橋和久、歌詞：三上博史、美術：松井るみ、照明：小川幾雄、衣裳：岩谷俊和、音響：山本浩一、振付：上島雪夫、ヘアメイク：川端富生、演出助手：寺﨑秀臣、舞台監督：有馬則純、企画：Bunkamura |
| サンデー・イン・ザ・パーク・ウィズ・ジョージ（2009年7月 PARCO劇場）                                                                         | 石丸幹二、戸田恵子、諏訪マリー、山路和弘、春風ひとみ、畠中洋、野仲イサオ、花山佳子、鈴木蘭々、冨平安希子、岸祐二、石井一彰、南智子、岡田誠、中西勝之、堂ノ脇恭子、大下夕華、加藤実祐紀 | 台本：ジェームス・ラパイン、作曲・作詞：スティーブン・ソンドハイム、翻訳：常田景子、訳詞：中條純子、演出：宮本亜門、音楽監督：山下康介、指揮：吉住典洋、平田英夫、美術：二村周作、衣裳：黒須はな子、照明：中山安孝、音響：山中洋一、映像：栗山聡之、ヘアメイク：河村陽子、演出助手：北村直子、舞台監督：藤崎遊、企画製作：株式会社パルコ |
| グレイ・ガーデンズ（2009年11月 シアタークリエ）                                                                                             | 大竹しのぶ、彩乃かなみ、川久保拓司、デイビット矢野、吉野圭吾、光枝明彦、草笛光子、黒沢ともよ／大久保胡桃、大下夕華／藤崎花音 | 台本：ダグ・ライト、音楽：スコット・フランケル、作詞：マイケル・コリー、翻訳：常田景子、訳詞：中條純子、演出：宮本亜門、音楽監督：八幡茂、振付：岡千絵、美術：方剛、衣裳：前田文子、照明：中川隆一、音響：本間俊哉、映像：栗山聡之、舞台監督：山本圭太、演出助手：小島靖、製作：東宝 |
| ファンタスティックス（2010年6月 ロンドン・ダッチェスシアター）                                                                              | Hadley Fraser、Lorna Want、Luke Brady、David Burt、Clive Rowe、Edward Petherbridge、Paul Hunter、Carl Au | 脚本・作詞：トム・ジョーンズ、作曲：ハーヴェイ、シュミット、演出・振付：宮本亜門、美術：松井るみ、照明：リック・フィッシャー |
| 亜門版 ファンタスティックス（2010年10月 Bunkamura、2010年11月 梅田芸術劇場）                                                                | 鹿賀丈史、田代万里生、神田沙也加、斉藤暁、矢部太郎（カラテカ）、蔡暁強、二瓶鮫一、モト冬樹 | 脚本・作詞：トム・ジョーンズ、作曲：ハーヴェイ、シュミット、演出・振付：宮本亜門、翻訳：山内あゆ子、訳詞：小池一子、上演台本翻訳・訳詞：宮本亜門、北村直子、音楽監督：佐孝康夫、美術：松井るみ、照明：小川幾雄、音響：大坪正仁、衣裳：前田文子、ヘアメイク：河村陽子、演出助手：北村直子、舞台監督：小林清隆、企画制作：ホリプロ |
| スウィーニー・トッド（2011年5月 青山劇場）                                                                                                  | 市村正親、大竹しのぶ、キムラ緑子、ソニン、田代万里生、安崎求、斉藤暁、武田真治、阿部裕、中西勝之、秋園美緒、越智則英、神田恭兵、グリフィスちか、小関明久、菅原さおり、高橋桂、多岐川装子、ひのあらた、福麻むつ美、三木麻衣子、水野栄治、山田展弘、吉田純也、大久保全也 | 原作：クリストファー・ボンド、脚本：ヒュー・ホィーラー、作詞・作曲：スティーブン・ソンドハイム、演出・振付：宮本亜門、翻訳・訳詞：橋本邦彦、訳詞：中條純子、伊藤和美、宮本亜門、音楽監督：山下康介、指揮：西野淳、吉住典洋、美術：松井るみ、照明：中川隆一、音響：大坪正仁、衣裳：前田文子、ヘアメイクデザイン：馮啓孝、演出助手：伊藤和美、田中麻衣子、舞台監督：二瓶剛雄、瀧原寿子、企画制作：ホリプロ |
| 太平洋序曲（2011年6月 KAAT 神奈川芸術劇場）                                                                                                 | 八嶋智人、山本太郎、佐山陽規、畠中洋、戸井勝海、園岡新太郎、岡田正、石鍋多加史、原田優一、富岡晃一郎、石井一彰、さけもとあきら、岡田誠、麻乃佳世、小此木麻里、森加織、田川可奈美、田山涼成、桂米團治 | 作詞・作曲：スティーブン・ソンドハイム、台本：ジョン・ワイドマン、演出・振付：宮本亜門、翻訳・訳詞：橋本邦彦、音楽監督・オーケストレーション：山下康介、指揮：デイヴィッド・チャールズ・アベル、美術：松井るみ、衣装：ワダエミ、照明：小川幾雄、音響：松木哲志、映像：栗山聡之、振付：麻咲梨乃、演出助手：河合範子、舞台監督：山本園子、制作：株式会社パルコ、製作：KAAT神奈川芸術劇場 |
| アイ・ガット・マーマン（2012年1月 シアタークリエ）                                                                                          | オリジナルキャスト：諏訪マリー、田中利花、中島啓江 ファビュラスキャスト：エリアンナ、シルビア・グラブ、浦嶋りんこ ニューキャスト：樹里咲穂、西国原礼子、(SDN48)、Miz | 作・演出・振付：宮本亜門、訳詞・歌唱指導：大場公之、音楽監督・編曲：深沢桂子、美術：島川とおる、照明：西川園代、衣裳：黒須はな子、音響：実吉英一、ヘアメイク：川端富生、舞台監督：村田明、演出助手：末永陽一、 |
| ウィズ〜オズの魔法使い〜（2012年9月 KAAT 神奈川芸術劇場、2012年10月 梅田芸術劇場、東京国際フォーラム・ホールC、2012年11月 中日劇場）        | 増田有華（AKB48）、ISSA、良知真次、エハラマサヒロ、森公美子、小柳ゆき、ジョンテモーニング、瀬戸カトリーヌ、吉田メタル、丞威、永瀬匡、廻修平、丘山晴己、加賀谷真聡、泉野翔大、DAICHI、U-YEAH、YORI（DA PUMP）、森実友紀、MIHO BROWN、エリアンナ、KAE THE FUNK、今枝珠美、Medusa、矢野祐子、陣内孝則                                                                        | 原作：ライマン・フランク・ボーム『オズの魔法使い』、脚本：ウィリアム・F・ブラウン、作詞・作曲：チャーリー・スモールズ、翻訳・演出：宮本亜門、訳詞：森雪之丞、音楽監督・編曲：Nao'ymt、振付：仲宗根梨乃、美術監修：増田セバスチャン、セットデザイン：原田愛、衣裳デザイン：岩谷俊和、映像デザイン：真鍋大度、映像：栗山聡之、照明：木原“RIKKI”力、音響：鈴木宏、ヘアメイク：川端富生、舞台監督：藤崎遊、演出助手：河合範子、企画制作：株式会社パルコ |
| スウィーニー・トッド（2013年5月 KAAT 神奈川芸術劇場、青山劇場、大阪・シアターBRAVA!、愛知県芸術劇場）                                       | 市村正親、大竹しのぶ、芳本美代子、高畑充希、柿澤勇人、安崎求、斉藤暁、武田真治、阿部裕、中西勝之、秋園美緒、家塚敦子、岡田誠、越智則英、小関明久、さけもとあきら、菅原さおり、高橋桂、多岐川装子、中山昇、ひのあらた、福麻むつ美、三木麻衣子、水野栄治、大久保全也 | 原作：クリストファー・ボンド、脚本：ヒュー・ホィーラー、作詞・作曲：スティーブン・ソンドハイム、演出・振付：宮本亜門、翻訳・訳詞：橋本邦彦、訳詞：中條純子、伊藤和美、宮本亜門、音楽監督：山下康介、指揮：西野淳、吉住典洋、美術：松井るみ、照明：中川隆一、音響：大坪正仁、衣裳：前田文子、ヘアメイクデザイン：馮啓孝、演出助手：河合範子、舞台監督：瀧原寿子、企画制作：ホリプロ |
| ピノキオ〜または白雪姫の悲劇〜（2013年8月 KAAT 神奈川芸術劇場）他                                                                           | 小此木麻里、池田有希子、石鍋多加史、治田敦、西原純、岡田誠、中野順一朗、齊藤嵩也、平林靖子、水谷圭見、春衣 | 原作：カルロ・コローディ、演出・脚色：宮本亜門、共同演出・振付：福島桂子、美術：下田昌克、大島広子、主催：KAAT 神奈川芸術劇場 |
| メリリー・ウィー・ロール・アロング〜それでも僕らは前へ進む〜（2013年11月 銀河劇場、2013年12月 梅田芸術劇場）                                | 小池徹平、柿澤勇人、ラフルアー宮澤エマ、ICONIQ、高橋愛、上山竜司、広瀬友祐、海宝直人、菊地創、山田宗一郎、上條駿、小此木麻里、関谷春子、皆本麻帆、万里紗、大西統眞、大東リッキー | 作曲・作詞：スティーヴン・ソンドハイム、脚本：ジョージ・ファース、演出・振付：宮本亜門、翻訳：常田景子、訳詞：中條純子、音楽監督：佐孝康夫、美術：乘峯雅寛、照明：小川幾雄、音響：鈴木宏、衣裳：有村淳、ヘアメイク：川端富生、映像：上田大樹、歌唱指導：楊 淑美、演出助手：河合範子、舞台監督：徳永泰子、企画制作：ホリプロ |
| 愛の唄を歌おう（2014年1月 東急シアターオーブ、オリックス劇場）                                                                              | 山口智充、北山宏光、渡部豪太、川畑要、高田翔、野々すみ花、柄本時生、前川紘毅、施鐘泰、大口兼悟、エハラマサヒロ、ROLLY、KONISHIKI、橋本じゅん 他 | 脚本：鈴木おさむ、演出：宮本亜門、音楽：槇原敬之、美術：伊藤雅子、照明：小川幾雄、音響：山本浩一、衣裳：十川ヒロコ、ヘアメイク：川端富生、編曲：トオミヨウ、振付・振付稼業：air:man、映像：上田大樹、歌唱指導：ちあきしん、演出助手：河合範子、舞台監督：藤崎遊、藤原秀明、企画・制作：関西テレビ放送、クオーレ |
| ヴェローナの二紳士（2014年12月 日生劇場、2015年1月 キャナルシティ劇場、愛知県芸術劇場、梅田芸術劇場）                                       | 西川貴教、島袋寛子、堂珍嘉邦、霧矢大夢、武田真治、伊礼彼方、上原理生、坂口涼太郎、斉藤暁、ブラザートム、保坂知寿、岩室由実、エリアンナ、小此木まり、花菜、小林日奈子、菅谷真理恵、塚本直、富田亜希、生島翔、ICHI、岡本悠紀、川口竜也、佐久間雄生、堀江慎也 | 脚色：ジョン・グエア＆メル・シャピロ、歌詞：ジョン・グエア、音楽：ガルト・マクダーモット、原作：ウィリアム・シェイクスピアの戯曲、ブロードウェイ公演製作：ニューヨーク・シェイクスピア・フェスティバル（プロデューサー：ジョセフ・パップ）、ブロードウェイ初演演出：メル・シャピロ、編曲：ガルト・マクダーモット、ハロルド・ウィーラー、上演台本・演出：宮本亜門、音楽監督：前嶋康明、振付：黒木由美・廻修平・宮本亜門、美術：松井るみ、音響：山本浩一、衣裳：有村淳、照明：吉枝康幸、ヘアメイク：川端富生、映像：奥秀太郎、歌唱指導：安崎求、稽古ピアノ：中條純子、演出助手：末永陽一、舞台監督：菅田幸夫、製作：東宝 |
| ウィズ〜オズの魔法使い〜（2015年3月 東京国際フォーラム・ホールC、2015年4月 梅田芸術劇場、愛知県芸術劇場、キャナルシティ劇場）               | 梅田彩佳(NMB48)／田野優花(AKB48)〈ダブルキャスト〉、佐賀龍彦(LE VELVETS)、施鐘泰［JONTE］、エハラマサヒロ、岡本知高／阿知波悟美〈ダブルキャスト〉、小柳ゆき、瀬戸カトリーヌ、仲宗根梨乃、吉田メタル、穴沢裕介、飯田一徳、池田一葉、エリアンナ、川手恭治、丘山晴己、CRAZY SHIZUKA、田口恵那、つとむ、戸室政勝、FISHBOY、BOW、MAEDA、MIHO BROWN、廻修平、矢野祐子、陣内孝則 | 原作：ライマン・フランク・ボーム『オズの魔法使い』、脚本：ウィリアム・F・ブラウン、作詞・作曲：チャーリー・スモールズ、翻訳・演出：宮本亜門、訳詞：森雪之丞、編曲：Nao'ymt、音楽監督：益田トッシュ、振付：仲宗根梨乃、美術監修：増田セバスチャン、セットデザイン：原田愛、衣裳デザイン：岩谷俊和、映像デザイン：真鍋大度、映像：栗山聡之、照明：木原“RIKKI”力、音響：鈴木宏、ヘアメイク：川端富生、舞台監督：藤崎遊、演出助手：河合範子、企画制作：株式会社パルコ |
| ピノキオ〜または白雪姫の悲劇〜（2015年8月 KAAT 神奈川芸術劇場）                                                                             | 小此木麻里、池田有希子、石鍋多加史、福沢良一、治田敦、西原純、岡田誠、水野栄治、五十嵐可絵、中野順一朗、千田美智子、春衣 | 原作：カルロ・コローディ、作曲・音楽監督：深沢桂子、演出・脚色：宮本亜門、共同演出・振付：福島桂子、美術：下田昌克、大島広子、主催：KAAT 神奈川芸術劇場 |
| スウィーニー・トッド（2016年4月〜5月 東京芸術劇場 プレイハウス、2016年5月 大阪 シアターBRAVA!、愛知県芸術劇場 大ホール）                    | 市村正親、大竹しのぶ、芳本美代子、田代万里生、唯月ふうか、安崎求、斎藤暁、武田真治 他 | 原作：クリストファー・ボンド、脚本：ヒュー・ホィーラー、作詞・作曲：スティーブン・ソンドハイム、演出・振付：宮本亜門、翻訳・訳詞：橋本邦彦、訳詞：中條純子、伊藤和美、宮本亜門、音楽監督：山下康介、指揮：西野淳、美術：松井るみ、照明：中川隆一、音響：大坪正仁、衣裳：前田文子、ヘアメイクデザイン：馮啓孝、演出助手：坂本聖子、河合範子、舞台監督：二瓶剛雄、瀧原寿子、田中力也、企画制作：ホリプロ |
| ミュージカル 狸御殿（2016年8月 新橋演舞場）                                                                                                 | 尾上松也、瀧本美織、柳家花緑、翠千賀、青木さやか、赤井英和、城南海、土屋佑壱、大地洋輔、あめくみちこ、小倉久寛、渡辺えり 他 | 原作：木村恵吾、脚本：齋藤雅文、宮本亜門、音楽：服部隆之、演出：宮本亜門、美術：荒井良二、作詞：宮本亜門、大場公之、照明：塚本悟、衣裳：ひびのこづえ、装置：金井勇一郎、音響：小寺仁、振付：麻咲梨乃、ヘアメイク：赤松絵利、特殊美術：田中義彦、映像：奥秀太郎 |
| プリシラ （2016年12月 日生劇場） | 山崎育三郎、ユナク（超新星）、古屋敬多（Lead）、陣内孝則、ジェニファー、エリアンナ、ダンドイ舞莉花、オナン・スペルマーメイド、大村俊介（SHUN）、石坂勇、和音美桜、キンタロー。、 池田有希子 他 | 脚本：ステファン・エリオット、アラン・スコット、 演出：宮本亜門、翻訳：エスムラルダ、訳詞：及川眠子、衣装：ティム・チャペル、リジー・ガーディナー、 音楽監督：前嶋康明、振付：麻咲梨乃、大村俊介（SHUN）、IG、桜木涼介、 TETSUHARU、美術：松井るみ、照明：アンディ・ヒナゴ、音響：山本浩一 、ヘアメイク：宮内宏明、映像：石田肇／レイ、製作：東宝、avex live creative |
| コメディ・トゥナイト！〜ローマで起こったおかしな出来事〜《江戸版》 （2017年3月 新橋演舞場、2017年4月 大阪松竹座）                           | 片岡愛之助、内博貴、平野綾、ダイアモンド☆ユカイ、上山竜治（Wキャスト、東京公演のみ）、鈴木壮麻（Wキャスト）、ルー大柴、徳井優、松田美由紀、高橋ジョージ、他（※ダイアモンド☆ユカイの「☆」は六芒星が正式表記） | 脚本：バート・シェヴラヴ、ラリー・ゲルバート、作詞・作曲：スティーヴン・ソンドハイム、演出・上演台本・訳詞：宮本亜門、翻案：青鹿宏二、音楽監督・編曲：甲斐正人、振付：上島雪夫、宮本亜門、美術：石原敬、照明：高見和義、音響：山本浩一 、衣裳：小篠ゆま、美粧：拓殖伊佐夫、製作：松竹株式会社 |
| 生きる （2018年10月 TBS赤坂ACTシアター） | 市村正親、鹿賀丈史、市原隼人、新納慎也、小西遼生、May'n、唯月ふうか、山西惇、川口竜也、佐藤誓、重田千穂子 他 | 作曲・編曲：ジェイソン・ハウランド、脚本・作詞：高橋知伽江、演出：宮本亜門、原作：黒澤明監督作品「生きる」、美術：二村周作、照明：佐藤啓、音響：山本浩一、衣装：宮本まさ江、ヘアメイク：小沼みどり、映像：上田大樹、振付：宮本亜門、米島史子、前田清実、主催：ホリプロ、TBS、東宝、WOWOW、企画制作：ホリプロ |

### オペラ・オペレッタ
| タイトル                                                                                         | キャスト | スタッフ |
| ------------------------------------------------------------------------------------------------ | --- | --- |
| 愛の妙薬（1988年5月27日、28日 青山劇場）                                                         | 横山和彦、松浦健、吉村温子、末吉利行、近藤均、菅原律子、福成紀美子 | 作曲：G.ドニゼッティ、原作：G.F.ロマーニ、演出：宮本亜門、指揮：星出豊、訳詞：南条年章、美術：牧野良三、島川とおる、衣裳：宇野善子、振付：早川恵美、舞台監督：幸泉浩司、主催：こどもの城 |
| オペレッタ メリー・ウィドウ（1989年 名古屋市芸術創造センター）                                   | 小坂井貴子、松田真谷子、佐藤廣美、伊原義則 他 | 台本：ヴィクトール・レオン、レオ・シュタイン、作曲：フランツ・レハール、訳詞・上演台本・演出・振付：宮本亜門、アドバイザー：佐藤信、音楽監督・指揮：竹本泰蔵、美術：島川とおる、牧野良三、照明：御原祥子、音響：加藤始、衣裳：中矢恵子、舞台監督：太田けんじ、演出助手：池山奈都子、メイク：真津田美紗子、主催：（財）名古屋市文化振興事業団               |
| コズィ・ファン・トゥッテ（1990年 紀伊國屋ホール、1991年 近鉄小劇場、PARCO劇場）                  | 岩永圭子、五十嵐麻利江、伊達伸子、市川和彦 他 | 演出：宮本亜門、指揮：横山修司、訳詞：大場公之、照明：原田保、美術：中越司、衣裳：原まさみ、ヘアメイク：馮啓孝、舞台監督：幸泉浩司、演出助手：北村直子、企画・制作：宮本企画 |
| オペレッタ ピノキオ（1990年、1991年 青山円形劇場）                                               | 飯塚葉子、藤田真弓、大和田恒彦、山館昌代 他 | 演出・脚色：宮本亜門、指揮：樋本英一、作曲：深沢桂子、美術：島川とおる、照明：服部基、衣裳：八重田喜美子、音響：紺谷龍也、舞台監督：中村真理、メイク：馮啓孝、演出助手：前川久仁子、主催：（財）日本オペラ振興会／株式会社東京放送 |
| フィガロの結婚（2002年 東京文化会館大ホール）                                                    | 泉良平、多田羅迪夫、佐々木典子、大倉由紀枝、（東京二期会） 他 | 作曲：W.A.モーツァルト、原作：P.A.C.dボーマルシェ、台本：ロレンツォ・ダ・ポンテ、指揮：パスカル・ヴェロ、演出：宮本亜門、装置：ニール・パテル、衣裳：前田文子、照明：デーヴィッド・ランダー、振付：麻咲梨乃、舞台監督：大仁田雅彦、演出助手：髙岸未朝、前川クニコ、公演監督：大島幾雄、制作：財団法人二期会オペラ振興会                                    |
| ドン・ジョヴァンニ（2004年 東京文化会館大ホール）                                                | 黒田博、佐々木典子、吉田恭子、境信博、斉木健詞、林美智子、堀野浩史、望月哲也、（東京二期会） 他                                                                             | 作曲：ヴォルフガング・アマデウス・モーツァルト、台本：ロレンツォ・ダ・ポンテ、指揮：パスカル・ヴェロ、演出：宮本亜門、装置：ニール・パテル、衣裳：前田文子、照明：デーヴィッド・ランダー、舞台監督：大仁田雅彦、演出助手：髙岸未朝、公演監督：大島幾雄、制作：財団法人二期会オペラ振興会                                                                   |
| フィガロの結婚（2006年 Bunkamuraオーチャードホール）                                             | 黒田博、佐々木典子、林美智子、山下浩司、薗田真木子、（東京二期会） 他 | 作曲：ヴォルフガング・アマデウス・モーツァルト、P.A.C.dボーマルシェ、台本：ロレンツォ・ダ・ポンテ、指揮：マンフレッド・ホーネック、演出：宮本亜門、装置：ニール・パテル、衣裳：前田文子、照明：大島祐夫、振付：麻咲梨乃、演出助手：髙岸未朝、舞台監督：大仁田雅彦、公演監督：近藤政伸、制作：財団法人東京二期会                                            |
| コジ・ファン・トゥッテ（2006年 日生劇場）                                                        | 林正子、山下牧子、鈴木准、宮本益光、鵜木絵里、加賀清孝、（東京二期会） 他                                                                                                   | 作曲：ヴォルフガング・アマデウス・モーツァルト、台本：ロレンツォ・ダ・ポンテ、指揮：パスカル・ヴェロ、演出：宮本亜門、装置：ニール・パテル、衣裳：前田文子、照明：中川隆一、舞台監督：大仁田雅彦、演出助手：髙岸未朝、真鍋卓嗣、公演監督：大島幾雄、制作：財団法人東京二期会                                                                               |
| TEA: A Mirror of Soul（2007年 サンタフェオペラ アメリカ／ニューメキシコ州）                      | | 作曲：タン・ドゥン、指揮：ローレンス・レネス、演出：宮本亜門、舞台美術：松井るみ、衣装：太田雅公、照明：リック・フィッシャー |
| ラ・トラヴィアータ（椿姫）（2009年 東京文化会館大ホール）                                        | 管弦楽：東京フィルハーモニー交響楽団、A組：澤畑恵美、樋口達哉、小森輝彦、小林由佳、小原啓楼、鹿又、透 他 B組：安藤赴美子、井ノ上了吏、青戸知、渡邊史、髙田正人、佐野正一 他 | 作曲：ジュゼッペ・ベルディ、指揮：アントネッロ・アッレマンディ、演出：宮本亜門、美術：松井るみ、衣装：朝月真次郎 |
| TEA: A Mirror of Soul（2010年 フィラデルフィアオペラ アメリカ／ペンシルベニア州）                | | 指揮：タン・ドゥン、演出：宮本亜門、舞台美術：松井るみ、衣装：太田雅公 |
| フィガロの結婚（2011年 東京文化会館大ホール）                                                    | 鹿又透、澤畑恵美、杣友惠子、久保和範、菊地美奈 他 | 作曲：ヴォルフガング・アマデウス・モーツァルト、台本：ロレンツォ・ダ・ポンテ、原作：ピエール・オーギュスタン・カロン・ド・ボーマルシェ、指揮：デニス・ラッセル・デイヴィス、演出：宮本亜門、装置：ニール・パテル、衣裳：前田文子、照明：大島祐夫、振付：麻咲梨乃、舞台監督：大仁田雅彦、演出助手：澤田康子、公演監督：中村健、制作：公益財団法人東京二期会 |
| ネオ・オペラ マダムバタフライX〜プッチーニのオペラ「蝶々夫人」より（2012年 KAAT 神奈川芸術劇場） | 嘉目真木子、与儀巧、田村由貴絵、大沼徹、鈴木純子、吉田伸昭 他 | 作曲：ジャコモ・プッチーニ、編曲：山下康介、構成・演出：宮本亜門、美術：伊藤雅子、照明：橋野明智、映像：栗山聡之、衣裳：山下和美、ヘアメイク：川端富生、演出助手：澤田康子、安尾絵美、舞台監督：安田武司（KAAT）、主催：KAAT 神奈川芸術劇場（指定管理者：公益財団法人神奈川芸術文化財団）、制作：株式会社パルコ                                            |
| TEA: A Mirror of Soul（2013年 バンクーバーオペラ カナダ）                                        | | 作曲：タン・ドゥン、指揮：ジョナサン・ダーリントン、演出：宮本亜門、舞台美術：松井るみ、衣装：太田雅公 |
| 魔笛（2013年 フォルクスガーデン歌劇場 オーストリア・リンツ＜ワールドプレミア＞）                 | | 作曲：ヴォルフガング・アマデウス・モーツァルト、指揮：デニス・ラッセル・デイヴィス、演出：宮本亜門、美術：ボリス・クドゥルチカ、映像デザイン：バルテック・マシアス、衣装：太田雅公 |
| 魔笛（2015年 東京文化会館大ホール）                                                              | | 作曲：ヴォルフガング・アマデウス・モーツァルト、指揮：デニス・ラッセル・デイヴィス、演出：宮本亜門、美術：ボリス・クドゥルチカ、映像デザイン：バルテック・マシアス、衣装：太田雅公 |
| フィガロの結婚（2016年 東京文化会館大ホール）                                                    | 小森輝彦、大村博美、小林由佳、黒田博、嘉目真木子（東京二期会） 他 | 作曲：ヴォルフガング・アマデウス・モーツァルト、台本：ロレンツォ・ダ・ポンテ、指揮：サッシャ・ゲッツェル、演出：宮本亜門、装置：ニール・パテル、衣裳：前田文子、照明：大島祐夫、主催：公益財団法人東京二期会 |

### ストレートプレイ
| タイトル | キャスト | スタッフ |
| --- | --- | --- |
| から騒ぎ（1989年 東京グローブ座） | 九十九一、諏訪マリー、金子研三、ゆうゆ 他 | |
| メアリー・ステュアート（1990年 東京芸術劇場小ホール 他、1993年 [ 再演 ] 本多劇場 他）                                                                              | 麻実れい、白石加代子 | 作：ダーチャ・マライーニ、訳：望月紀子、演出：宮本亜門、美術：和田平介、照明：中山安孝、衣裳：桜井久美、選曲：吉田関人、音響：高橋巌、舞台監督：矢野森一、演出助手：遠藤吉博、ヘアー：高橋功亘、企画：劇書房、製作：メジャーリーグ |
| 滅びかけた人類、その愛の本質とは…（1993年 PARCO劇場） | 勝村政信、村上里佳子、菊池孝典、白井晃、阿知波悟美、山本耕史、天野小夜子 | 作：ブラッド・フレイザー、演出：宮本亜門、翻訳：永松真理、常田景子、美術：中越司、照明：西川園代、衣裳：中野裕通、音響：吉田武司、選曲：吉田関人、ヘアメイク：野田保寿、演出助手：吉利治美、舞台監督：村田明、企画製作：株式会社パルコ |
| 渦巻（1995年 ベニサン・ピット、1996年 新神戸オリエンタル劇場） | 桃井かおり、山本耕史 他 | 作：ノエル・カワード、訳：常田景子、演出：宮本亜門、美術：ルーシー・ホール、照明：笠原俊幸、音響：金子彰宏、ヘア＆メイクアップ：高橋功亘、演出助手：常田景子、舞台監督：小川 亘、T.P.T.芸術監督：デヴィッド・ルヴォー |
| 椿姫（1995年 PARCO劇場、近鉄劇場） | 中嶋朋子、高橋和也 他 | 演出：宮本亜門 |
| 滅びかけた人類、その愛の本質とは…（2000年 PARCO劇場、シアタードラマシティ）                                                                                        | 木村佳乃、増沢望、橋本さとし、笠原浩夫、明星真由美、平宮博重（成宮寛貴）、天野小夜子 | 原作：ブラッド・フレイザー、演出：宮本亜門、翻訳：常田景子、美術：中越司、照明：西川園代、音響：井上正弘、衣裳：吉田洋平、ヘアメイク：野田保寿、演出助手：上田智之、舞台監督：村田明、企画・制作：株式会社パルコ |
| メアリー・ステュアート（2005年 PARCO劇場 他） | 原田美枝子、南果歩 | 作：ダーチャ・マライーニ、訳：望月紀子、演出：宮本亜門、美術：レイチェル・ホーク、衣裳：岩谷俊和（DRESSCAMP）、音楽：産毛、照明：中川隆一、音響：高橋巌、ヘアメイク：小島裕司、演出助手：西祐子、舞台監督：徳永泰子、企画製作：株式会社パルコ |
| V.M.〜ヴァギナ・モノローグス（2006年 スパイラルホール、梅田芸術劇場）                                                                                              | 東ちづる、内田春菊、野沢直子 | 作：イヴ・エンスラー、翻訳：常田景子、演出：宮本亜門、美術：升平香織、照明：阿部康子、音響：長野朋美、演出助手：西祐子、舞台監督：徳永泰子、小林清隆、ヘアメイク：SHIZUE(POOL)、主催・企画製作：ホリプロ |
| 金閣寺（2011年 KAAT 神奈川芸術劇場、リンカーンセンター、まつもと市民芸術館、キャナルシティ劇場、愛知県芸術劇場、梅田芸術劇場2012年 赤坂ACTシアター、梅田芸術劇場） | 森田剛、高岡蒼甫、大東俊介、中越典子、高橋長英、岡本麗、花王おさむ、大駱駝艦（田村一行、湯山大一郎、若羽幸平、橋本まつり、小田直哉、加藤貴宏）、岡田あがさ、三輪ひとみ、山川冬樹、瑳川哲朗、岡本麗（大西多摩恵） | 原作：三島由紀夫、演出：宮本亜門、原作翻案：セルジュ・ラモット、台本：伊藤ちひろ、宮本亜門、翻訳：常田景子、音楽：福岡ユタカ、振付：小野寺修二、美術：ボリス・クドゥルチカ、衣裳：前田文子、照明：沢田祐二、音響 ：山本浩一、映像デザイン：掛川康典、映像プラン：栗山聡之、ヘアメイク：川端富生、舞台監督：藤崎遊、製作：株式会社パルコ                                        |
| サロメ（2012年 新国立劇場） | 多部未華子、成河、麻実れい、奥田瑛二 他 | 作：オスカー・ワイルド、翻訳：平野啓一郎、演出：宮本亜門、美術：伊藤雅子、照明：西川園代、音楽：内橋和久、音響：渡邉邦男、映像：栗山聡之、ヘアメイク：川端富生、演出助手：山田美紀、舞台監督：瀬崎将孝、衣裳協力：株式会社ヨウジヤマモト、主催：新国立劇場 |
| 耳なし芳一（2013年 KAAT 神奈川芸術劇場） | 山本裕典、安倍なつみ、橋本淳、花王おさむ、大西多摩恵、大駱駝艦（橋本まつり、若羽幸平、高桑晶子、鉾久奈緒美）、益岡徹                                                                                             | 原作：小泉八雲（ラフカディオ・ハーン）、演出・構成・原案：宮本亜門、台本：高羽彩・宮本亜門、音楽：福岡ユタカ、振付：小野寺修二、美術：ボリス・クドゥルチカ、映像デザイン：バルテック・マシアス、衣裳：前田文子、照明：渥美友宏、映像：栗山聡之、音響：鈴木宏、ヘアメイク：川端富生、パペットデザイン：福田秋生、琵琶指導・編曲：須田誠舟、演出助手：坂本聖子、舞台監督：藤崎遊 |
| iSAMU〜20世紀を生きた芸術家 イサム・ノグチをめぐる3つの物語〜（2013年 KAAT 神奈川芸術劇場、PARCO劇場、サンポートホール高松）                                       | 窪塚洋介、美波、ジュリー・ドレフュス、小島聖 他 | 原案・演出：宮本亜門、脚本：鈴木哲也、宮本亜門、美術：伊藤雅子、衣裳：堂本教子、音楽：吉田関人、映像：泰永優子、栗山聡之、照明：渥美友宏、音響：中島正人、ヘアメイク：川端富生、演出助手：陶山浩乃、草光純太、舞台監督：高梨智恵美、企画製作：株式会社パルコ |
| 金閣寺（2014年 赤坂ACTシアター） | 柳楽優弥、水橋研二、水田航生、市川由衣、高橋長英、大西多摩恵、花王おさむ、山川冬樹、磯部勉、大駱駝艦（村松卓矢、湯山大一郎、若羽幸平、橋本まつり、小林優太、宮本正也）、岡田あがさ、天正彩                       | 原作：三島由紀夫、演出：宮本亜門、原作翻案：セルジュ・ラモット、台本：伊藤ちひろ、宮本亜門、翻訳：常田景子、音楽：福岡ユタカ、振付：小野寺修二、美術：ボリス・クドゥルチカ、衣裳：前田文子、製作：株式会社パルコ |
| ライ王のテラス（2016年 赤坂ACTシアター） | 鈴木亮平、倉科カナ、中村中、吉沢亮、大野いと、神保悟志、鳳蘭 他 | 作：三島由紀夫、演出：宮本亜門、美術：松井るみ、照明：渥美友宏、音響：鈴木宏、衣裳：廣田玉枝（SOMA DESIGN）、ヘアメイク：宮内宏明、振付：Chumvan Sodhachivy、映像：栗山聡之、音楽監督：福岡ユタカ、主催：TBS、ホリプロ |

### 歌舞伎
| タイトル                                                                                     | キャスト                                                            | スタッフ |
| -------------------------------------------------------------------------------------------- | ------------------------------------------------------------------- | --- |
| ABKAI疾風如白狗怒涛之花咲翁物語。〜はなさかじいさん〜（2013年8月 Bunkamuraシアターコクーン） | 市川海老蔵、片岡愛之助、上村吉弥、片岡市蔵 他                       | 企画：市川海老蔵、演出：宮本亜門、脚本：宮沢章夫、美術：金井勇一郎、舞台監督：小林清隆、徳永泰子、狂言作者：竹柴康平、衣裳：松竹衣裳、床山：鴨治床山株式会社、照明：勝柴次朗、振付：市川紅梅、市川ぼたん、作調：田中傳次郎、補曲：杵屋勝国修、特殊効果：田中義彦、映像：奥秀太郎、音響：森本義、補綴・竹本作曲：鶴澤慎治、演出助手：佐藤薫、撮影：篠山紀信、主催：株式会社幸助 |
| ABKAI竜宮物語桃太郎鬼ヶ島外伝（2015年6月 Bunkamuraシアターコクーン）                         | 市川海老蔵、市川右近、片岡市蔵、市川九團次、大谷廣松、市川右之助 他 | 企画：市川海老蔵、演出：宮本亜門、脚本：宮沢章夫、振付：藤間勘十郎、補綴：今井豊茂、美術：金井勇一郎、照明：勝芝次朗、竹本作曲：鶴澤慎治、作曲：杵屋勝松、補曲：杵屋勝国修、作調：田中傳次郎、特殊効果：田中義彦、映像：奥秀太郎、音響：岩盾岳志、狂言作者：竹柴康平、衣裳：松竹衣裳、床山：東京鴨治床山、光峯床山、撮影：篠山紀信、 主催：日本テレビ、ABKAI実行委員会         |
| 初春歌舞伎公演 Bプロ通し狂言 日本むかし話（2018年1月 新橋演舞場）                            | 市川海老蔵、中村獅童、市川右團次、他                                | 演出：宮本亜門、脚本：宮沢章夫、振付：藤間勘十郎、美術：金井勇一郎、照明：勝芝次朗、映像：奥秀太郎、舞台監督：徳永泰子、製作：松竹株式会社 |

### 能
| タイトル                                                                          | キャスト                                                               | スタッフ |
| --------------------------------------------------------------------------------- | ---------------------------------------------------------------------- | --- |
| 幽玄YUGEN: The Hidden Beauty of Japan（2016年10月 アジア文明博物館 シンガポール） | 藤波重彦、角幸二郎、清水義也、高瀬一樹、相ヶ瀬龍史                     | 企画監修：土屋恵一郎、構成・演出・台本：宮本亜門、映像：奥秀太郎、技術協力：福地研究室（明治大学）、音楽：福岡ユタカ、美術：大島広子、照明：藤本晴美、大柿光久、音響：田上篤志、主催：国際交流基金、共催：アジア文明博物館、学校法人明治大学、協力：観世宗家・一般財団法人観世文庫 |
| 幽玄 YUGEN （2018年9月 ヴェルサイユ宮殿オペラ劇場）                               | 観世三郎太、坂口貴信、関根祥丸、角幸二郎、武田宗典、西田昭博、堀之内仁 | 構成・演出・台本：宮本亜門、映像：奥秀太郎、音楽：福岡ユタカ、照明：伊藤孝、美術：竹内良亮、音響：田上篤志、衣裳：太田雅公、ヘアメイク：馮啓孝、主催：国際交流基金 |

### 奉納劇
| タイトル                                                                               | キャスト                                                                    | スタッフ |
| -------------------------------------------------------------------------------------- | --------------------------------------------------------------------------- | --- |
| 賀茂別雷神社（上賀茂神社）第四十二回式年遷宮 奉納劇降臨（2015年10月 賀茂別雷神社境内） | 小雪、尾上紫、藤間信之輔、団時朗、津嘉山正種（声）、中村隼人（声・映像） 他 | 構成・演出：宮本亜門、脚本：齋藤雅文、美術：松井るみ、音楽：福岡ユタカ、衣装：太田雅公、映像：東市篤憲、映像：栗山聡之、音響：鈴木宏、振付：麻咲梨乃、主催：株式会社CLC、企画製作：上賀茂神社奉納劇製作委員会、（株）WM、(株）平成プロジェクト、（株）東京サウンド・プロダクション |

### ノンバーバル・パフォーマンス
| タイトル | キャスト                                                                                               | スタッフ |
| --- | --- | --- |
| TEE! TEE! TEE!（2014年7月〜9月 新都心公園 多目的広場・奥武山公園 補助競技場 他）                                                                  | 粒マスタード安次嶺、島袋寛之、渡久地雅斗、Reimie Fueugen、池田一葉、DICE、松元祐稀、尾崎美帆、古川朋海 | 演出：宮本亜門、コレオグラファー：仲宗根梨乃、脚本：松堂今日太、宮本亜門、音楽：廣山哲史（RYUKYUDISKO）、狩俣秀巳、迎里中、illustration：HIDEHIKO KADO、企画製作：株式会社シュガートレイン、共催：那覇市                |
| DRUM TAO百花繚乱 日本ドラム絵巻（英題：DRUM HEART）（2015年7月 天王洲 銀河劇場 他 全国ツアー、2016年2月 スカーボールセンター 米国・ニューヨーク） | DRUM TAO                                                                                               | 構成・演出：宮本亜門、衣裳：コシノジュンコ、美術：松井るみ、照明：勝本英志、映像：栗山聡之、斎雅亮、企画・製作：タオ・エンターテイメント                                                                                |
| SUPERLOSERZ SAVE THE EARTH 負け犬は世界を救う（2015年12月 新国立劇場中劇場、2016年1月 シアターBRAVA!）                                            | 千葉涼平、古屋敬多、仲宗根梨乃、YOKOI、DOMINIQUE、SAWADA、TATSUO、橘希、EL SQUAD、KREVA（特別出演）他  | 構成・演出：宮本亜門、振付演出：YOKOI（WRECKING CREW ORCHESTRA）、音楽：小林岳五郎、TeddyLoid、美術・映像：上田大樹、音響：山田浩一、照明：長谷川栄央、衣装：中里唯馬、主催・企画・制作：関西テレビ放送、株式会社パルコ |

### 朗読劇
| タイトル                                                                                   | キャスト                                                 | スタッフ |
| ------------------------------------------------------------------------------------------ | -------------------------------------------------------- | --- |
| Fanatic Artist Hokusai（画狂人 北斎） （2017年7月 大英博物館、2017年9月 曳舟文化センター） | 志賀廣太郎、中嶋朋子、池内万作、菊地創、秋月三佳、松崎颯 | 脚本：宮本亜門、池谷雅夫、演出：宮本亜門、主催：墨田区、小布施町、特別協賛：木下グループ、制作：『画狂人 北斎』制作委員会 |

### リーディング
| タイトル                                                         | キャスト                                                             | スタッフ                                                                            |
| ---------------------------------------------------------------- | -------------------------------------------------------------------- | ----------------------------------------------------------------------------------- |
| ISAMU公開リーディング（2011年11月 KAAT 神奈川芸術劇場 アトリエ） | ヨシダ朝、犬飼若博、岡田あがさ、柳橋朋典                             | 構成・演出：宮本亜門、脚本：西森英行                                                |
| 耳なし芳一（2012年4月 KAAT 神奈川芸術劇場〈中スタジオ〉）        | 木村了、横田栄司、大西多摩恵、春海四方、高畑こと美、グレッグ・デール | 原作：小泉八雲、脚本：伊藤ちひろ、演出：宮本亜門                                    |
| ISAMUプレ公演（2013年 サンポートホール高松）                     | 瀬川亮、大森博史、ヨシダ朝、森ほさち、神農直隆、岡田あがさ、植田真介 | 脚本：倉持裕、演出：宮本亜門、企画制作：株式会社パルコ                              |
| 画狂人 北斎 （2017年1月 すみだ北斎美術館）                       | 大森博史、岡田あがさ、谷田歩、菊地創、秋月三佳、樋柴智康             | 脚本：宮本亜門、池谷雅夫、演出：宮本亜門、主催：墨田区、すみだ北斎美術館、制作：TSP |

### 映画
| タイトル                                                            | キャスト              | スタッフ             |
| ------------------------------------------------------------------- | --------------------- | -------------------- |
| BEAT（1998年 全国松竹系で公開）第55回ヴェネツィア国際映画祭招待作品 | 真木蔵人、内田有紀 他 | 監督・脚本：宮本亜門 |

### レビュー
| タイトル                                                                                               | キャスト | スタッフ |
| --- | -------- | --- |
| ハローキティドリームレビュー ONE（2000年 サンリオピューロランド ドリームシアター）                     |          | 製作総指揮：辻信太郎、脚本・演出・作詞・訳詞・美術・音楽構成：宮本亜門、テーマ曲：広瀬香美、作曲・音楽監督：大島ミチル、照明デザイン：原田保、衣裳デザイン：有村淳、美術：上田淳子、演出助手・振付：加藤裕、振付：新海絵理子 |
| ハローキティドリームレビュー TWO 〜夢のコンサート 〜（2003年 サンリオピューロランド ドリームシアター） |          | 脚本・演出・作詞・訳詞・美術・音楽構成：宮本亜門 |

### ショー
| タイトル | キャスト | スタッフ |
| --- | --- | --- |
| 横浜開港150周年記念式典（横浜開港150周年協会）「ヴィジョン! ヨコハマ」（2009年5月 パシフィコ横浜 国立大ホール）     | 谷原章介、飯島直子、石井正則、草笛光子、五大路子、桜塚やっくん、千住真理子、高田延彦、パックン、横浜市民 約500名 | 作・演出：宮本亜門 |
| スポーツ・文化・ワールド・フォーラム 文化イベントThe Land of the Rising Sun（2016年10月 グランドハイアット東京 他） | 十一代目 市川海老蔵、鈴木亮平、森麻季、BLUE TOKYO、WRECKING CREW ORCHESTRA / EL SQUAD 他                         | 作・演出：宮本亜門、映像演出：チームラボ、江戸部分ヴィジュアル協力：蜷川実花、舞台美術：松井るみ、平山正太郎、音楽：山下康介、福岡ユタカ、TeddyLoid、衣裳：太田雅公、振付：KAORIalive（Memorable Moment）、麻咲梨乃、映像協力：東市篤憲（A4A）、初音ミク クリプトン・フューチャー・メディア株式会社 |
| Hibiya Festival オープニングショー （2018年4月 東京ミッドタウン日比谷 日比谷ステップ広場）                          | 大澄賢也、中川晃教（特別出演）、ASUKA Yazawa、鈴木瑛美子、SAMURIZE from EXILE TRIBE 他                           | 作・演出：宮本亜門、「Flora」制作：ヤノベケンジ、「Flora」衣裳協力：増田セバスチャン、舞台美術：伊藤雅子、音楽：小林岳五郎、山下康介、振付：麻咲梨乃、新海絵理子、三井聡、TAICHIRO NOZAKI（LDH stage Inc.）、EGA（株式会社演舞麗夢）、衣裳：十川ヒロコ、ヘアメイク：冨沢ノボル、仮面制作：江川悦子  |

## 著書
- 『ミュージカルにディープ・キス』（マガジンハウス 1992）
- 『亜門日記・極私的オペラ考』（音楽之友社 1996）
- 『ALIVE 僕が生きる意味をみつけるまで』（日本放送出版協会 2001）
- 『あっ! 〜ぼくがさがしていたものは』原案、松堂今日太著（講談社 2005）
- 『夕学セレクション宮本亜門「亜門流コーチング」』（日本音声保存 2008）
- 『宮本亜門の「バタアシ人生」』（世界文化社 2008）
- 『引きだす力―奉仕型リーダーが才能を伸ばす』（NHK出版新書 2012）
- 『SWITCHインタビュー 達人達 宮本亜門×北川悠仁』（ぴあ 2014）

## テレビ出演
1993年、1994年
- 輝く！日本レコード大賞（12月31日、TBSテレビ・ラジオ サイマル放送） - 司会

1994年10月〜1996年3月
- OH!エルくらぶ（テレビ朝日） - 司会

1994年
- にんげんマップ（NHK総合） - キャスター
- 東京でみられないTV キレイすてき（中京テレビ） - 司会

1995年
- いのちの響（TBSテレビ）

2001年
- 道浪漫 タイ編（3月、毎日放送）

2002年
- 道浪漫 チベット編（5月、毎日放送）
- わたしはあきらめない（9月、NHK総合） - ドキュメンタリー

2004年
- にんげんドキュメント〜17歳と跳ねる（NHK総合） - ドキュメンタリー
- Sma-STATION-3（テレビ朝日）
- 知っとこ!（毎日放送）
- はなまるマーケット（TBSテレビ）
- 道浪漫 インド編（毎日放送）
- 筑紫哲也 NEWS23（TBSテレビ）

2005年
- 江原啓之スペシャル〜天国からの手紙〜（フジテレビ）
- 食彩浪漫（NHK総合）
- 鶴瓶の家族に乾杯（NHK総合）
- 世界・ふしぎ発見!（TBSテレビ）
- ソロモンの王宮（テレビ東京）
- 課外授業／ようこそ先輩（NHK総合）
- 宮本亜門ブロードウェイミュージカルへの挑戦（NHK教育 ETV特集）

2006年
- The WORD（BS）- 荒川静香対談
- メントレG（フジテレビ）
- 東大寺 よみがえる仏の宇宙（NHK総合）- ナビゲーター
- 新日曜美術館（NHK教育）
- 地球街道 イギリス編（テレビ東京）
- みのもんたの“さしのみ”（TBSテレビ）
- サタデースクランブル（テレビ朝日）
- 国分太一・美輪明宏・江原啓之のオーラの泉（テレビ朝日）
- 生活ほっとモーニング（NHK総合）
- 笑いの巨人“てるりん”（NHK教育 ETV特集）
- ためしてガッテン（NHK総合）
- 東急ジルベスターコンサート（2006年、2007年 テレビ東京） - 司会

2007年
- 迷宮美術館（NHK総合）
- きよしとこの夜（NHK総合）
- 知るを楽しむ〜人生の歩き方〜（NHK教育）
- 今夜！歴史が変わる！古代エジプト三大ミステリー（日本テレビ）

2008年
- わたしが子どもだったころ（NHK総合・BShi）
- 二人の食卓（テレビ朝日）
- プレミアムスウィッチ（テレビ朝日）
- 迷宮美術館（NHK総合）
- 世界ウルルン滞在記 アフリカ編（毎日放送）
- 爆笑レッドカーペット（フジテレビ）
- ためしてガッテン（NHK総合）
- 世界・ふしぎ発見!（TBSテレビ）
- はなまるマーケット（TBSテレビ）

2009年
- 地球アゴラ（NHK BS1）
- ザ・ベストハウス123（フジテレビ）
- 皆既日食（NHK総合）
- 心のワンディッシュ（TBSテレビ）
- エチカの鏡〜ココロにキクTV〜（フジテレビ）
- どれみふぁワンダーランド（NHK BS2）
- 出没！アド街ック天国（テレビ東京）
- おもいッきりDON!（日本テレビ）
- ミューズの晩餐（テレビ東京）
- ためしてガッテン（NHK総合）
- 世界・ふしぎ発見!（TBSテレビ）

2010年
- @キャンパス（NHK BS1）
- 爆笑レッドカーペット（フジテレビ）
- NEWS23クロス 金曜クロス特番（TBSテレビ）
- 真相報道 バンキシャ!（日本テレビ）
- 日曜美術館（NHK教育）
- はなまるマーケット（TBSテレビ）
- 巨匠激突（NHK総合）
- おもいッきりPON!（日本テレビ）
- ザ・ベストハウス123（フジテレビ）

2011年
- アナザスカイ フランス編（日本テレビ） - 旅人
- ネプリーグ（フジテレビ）
- レディス4（テレビ東京）
- ザ・プライムショー（WOWOW）
- ブランドパワー（NHK BS） - コメンテーター
- 地球テレビ エル・ムンド（NHK BS1）
- ザ・ベストハウス123（フジテレビ）
- ためしてガッテン（NHK総合）
- 真相報道 バンキシャ!（日本テレビ） - ゲストコメンテーター
- 地球アゴラ（NHK BS1）
- @キャンパス（NHK BS1）
- 遠くへ行きたい（読売テレビ） - 旅人
- にじいろジーン（関西テレビ）
- METライブビューイング レギュラー司会（WOWOW）

2012年
- METライブビューイング レギュラー司会（WOWOW）
- 笑っていいとも!（フジテレビ） - テレフォンショッキング
- 徹子の部屋（テレビ朝日）
- AKBINGO!（日本テレビ）
- NHKニュース おはよう日本（NHK総合）
- くりぃむクイズ ミラクル9（テレビ朝日） - ゲストキャプテン
- 仕事学のすすめ（NHK Eテレ）
- ためしてガッテン（NHK総合）
- ドラマチックシネマ（日本テレビ）
- 真相報道 バンキシャ!（日本テレビ）- ゲストコメンテーター
- 世界遺産〜醍醐寺（BSフジ）
- ミュージカルの超人（WOWOW）
- ありがとうの無料放送（WOWOW）
- 遠くへ行きたい（読売テレビ） - 旅人
- 開運!なんでも鑑定団（テレビ東京）
- ASIAN ACE ゴールデン特番（TBSテレビ） - 日韓ダンス対決
- スタジオパークからこんにちは（NHK総合）
- のどじまんザ！ワールド（日本テレビ） - 審査員
- ザ・プライムショー（WOWOW）
- 追跡者 ザ・プロファイラー（NHK BSプレミアム）
- 地球イチバン（NHK総合）

2013年
- METライブビューイング レギュラー司会（WOWOW）
- ためしてガッテン（NHK総合）
- 地球イチバン（NHK総合）
- KAMIWAZA （朝日放送）
- ジョブチューン アノ職業のヒミツぶっちゃけます!（TBSテレビ）
- 検索deゴー!とっておき世界遺産（NHK総合）
- 嵐にしやがれ（日本テレビ）
- 大改造!!劇的ビフォーアフター（朝日放送）
- ボクらの時代（フジテレビ）
- 真相報道 バンキシャ!（日本テレビ）- ゲストコメンテーター
- サンデースクランブル（テレビ朝日）- ゲストコメンテーター
- SWITCH インタビュー 達人達（NHK-Eテレ）- ゆず 北川悠仁さんとのトーク
- 100秒博士アカデミー（TBS）
- 林修先生の今やる!ハイスクール（テレビ朝日）
- 東急ジルベスターコンサート（テレビ東京）- 司会

2014年
- METライブビューイング レギュラー司会（WOWOW）
- ニューイヤーオペラコンサート（NHK Eテレ）
- SMAP×SMAP BISTRO SMAP（フジテレビ）
- ワールドビジネスサテライト（テレビ東京） - “スミスの本棚” コーナーに出演
- 遠くへ行きたい（読売テレビ） - 旅人
- 真相報道 バンキシャ!（日本テレビ）- ゲストコメンテーター
- ニッポンダンディ（TOKYO MX）
- 巨匠たちの輝き（BS-TBS）
- この映画が観たい#7 〜宮本亜門のオールタイム・ベスト〜（BSスカパー）
- ためしてガッテン（NHK総合）
- 世界・ふしぎ発見!（TBS）
- 第68回トニー賞授賞式（WOWOWプライム）
- Booked for Japan（NHKワールドTV）
- いっぷく!（TBS）- トークゲスト
- 地球アゴラ（NHK-BS）
- AKBINGO!（日本テレビ）
- プレミアムシアター（NHK BS プレミアム）
- 知っとこ!（毎日放送）
- ザ・インタビュー 〜トップランナーの肖像〜（BS朝日）
- テレビエッセー おやじの背中（BS朝日）
- 徹子の部屋（テレビ朝日）
- ザ!世界仰天ニュース（日本テレビ）
- がんばれ!元気ッズ（朝日放送テレビ）
- バラエティー生活笑百科（NHK総合）
- アナザースカイ（日本テレビ）
- 東急ジルベスターコンサート（テレビ東京）- 司会

2015年
- METライブビューイング レギュラー司会（WOWOW）
- 真相報道 バンキシャ!（日本テレビ）
- 1Hセンス（フジテレビ）
- 世界・ふしぎ発見!（TBS）
- news every.  （日本テレビ）
- 日経おとなのOFF（BSジャパン）
- THE カラオケ★バトル（テレビ東京）
- 未来シアター （日本テレビ）
- 和風総本家 （テレビ大阪）
- のどじまん ザ!ワールド（日本テレビ）
- ためしてガッテン（NHK総合）
- スクールライブショー（NHK総合）
- バリバラ（NHK総合）
- ネイチャードキュメント 奇跡の地球紀行 -ブータン編- （BS朝日）
- 第69回トニー賞授賞式（WOWOWプライム）
- ららら♪クラシック（NHK Eテレ）
- 踊る!さんま御殿!!（日本テレビ）
- 出没!アド街ック天国（テレビ東京）
- 誰だって波瀾爆笑（日本テレビ）
- BS12ワールド - （BS12 TwellV）

2019年
- 宮本亜門の中国再発見（BS日テレ）
  - 宮本亜門の中国再発見〜知られざる成都の魅力〜（2019年1月1日）
  - 宮本亜門の中国再発見〜上海編〜（2019年3月）
  - 宮本亜門の中国再発見〜北京編〜（2019年秋）

2020年
- 第71回NHK紅白歌合戦（12月31日、NHK総合・ラジオ第1 サイマル放送） - ゲスト審査員

2021年
- 没後50年　今夜はトコトン“三島由紀夫”（2021年1月10日、NHK BSP）[32]
- BS1スペシャル「ハルカとカイト 舞台に立つ ～宮本亞門とダウン症の青年たち～」（2021年2月25日、NHK-BS）[33]

2023年
- 連続テレビ小説 ブギウギ（NHK総合） - 藤村薫 役[34]

## ラジオ出演
- BANYU トーキング・ギャラリー（TOKYO FM）

2009年
- 中村正人の夜は庭イヂリ（TOKYO FM）
- 高橋克実と山瀬まみ「おしゃべりキャッチミー」（ニッポン放送）
- テリー伊藤とたい平「のってけラジオ」（ニッポン放送）
- 岡田准一の「Growing Reed」（J-WAVE）

2011年
- 大沢悠里のゆうゆうワイド（TBSラジオ）
- 爆笑問題の日曜サンデー（TBSラジオ）
- 別所哲也のTOKYO MORNING RADIO（J-WAVE）

2012年
- 大竹まこと ゴールデンラジオ!（文化放送）
- VINTAGE GARAGE（J-WAVE）
- 坂上みきのエンタメgo!go!（ラジオ日本）
- MUSIC GIFT 2012（J-WAVE）
- すっぴん!（NHKラジオ第1）
- サウンドクルーズ（NHK-FM）

2013年
- 渡邉美樹5年後の夢を語ろう!（ニッポン放送）
- ピピッとサンデー WakuWaku Mix（文化放送）
- ドリームハート（TOKYO FM）
- RENDEZ-VOUS／WONDERFUL ESSENCE（J-WAVE）
- Flavor Your Weekend（TOKYO FM）
- JA全農 COUNTDOWN JAPAN（TOKYO FM）
- HOLIDAY SPECIAL FEELTHE WIND（J-WAVE）
- よんぱち48hours（TOKYO FM）
- 進藤晶子のBelieve in（TBSラジオ）

2014年
- ジャパモン（TOKYO FM）
- 日曜シネマテーク（TOKYO FM）
- KIRIN ICHIBAN SHIBORI ONE AND ONLY（J-WAVE）
- ATELIER NOVA（J-WAVE）
- 朝ドレ情報いちばん（TBSラジオ）
- RADIO SCOPE（TBSラジオ）
- LOHAS TALK（J-WAVE）
- 高嶋ひでたけのあさラジ！（ニッポン放送）
- IT'S AMON'S TIME!! 〜宮本亜門の世界〜（NHK-FM）

以降
- Changeの瞬間 〜がんサバイバーストーリー〜 （2020年11月22日・29日、朝日放送ラジオ）[35]

## CM
- 1993年 ネスカフェ「ゴールドブレンド」
- 1995年 カネボウ「テスティモ」
- 1996年 ネスレ「ギフトセット」
- 1999年 NTT東日本CMディレクターとして起用される。SMAPの「みんなといい関係編」
- 2001年 「オリオンビール」、野村不動産「シエルズガーデン」
- 2005年 ハウス「ザ・カリー」、ネスカフェ「ゴールドブレンド」（古時計編）
- 2006年 藤和不動産「グランオーパス」
- 2013年 香川県PR「宮本亜門の@うどん県」
- 2014年 香川県PR「宮本亜門のかがわARTツアー」
- 2015年 香川県PR「KAGAWA ART TRIP」
- 2016年 香川県PR「カッコつけます。アート県。」